# Gumball 3000

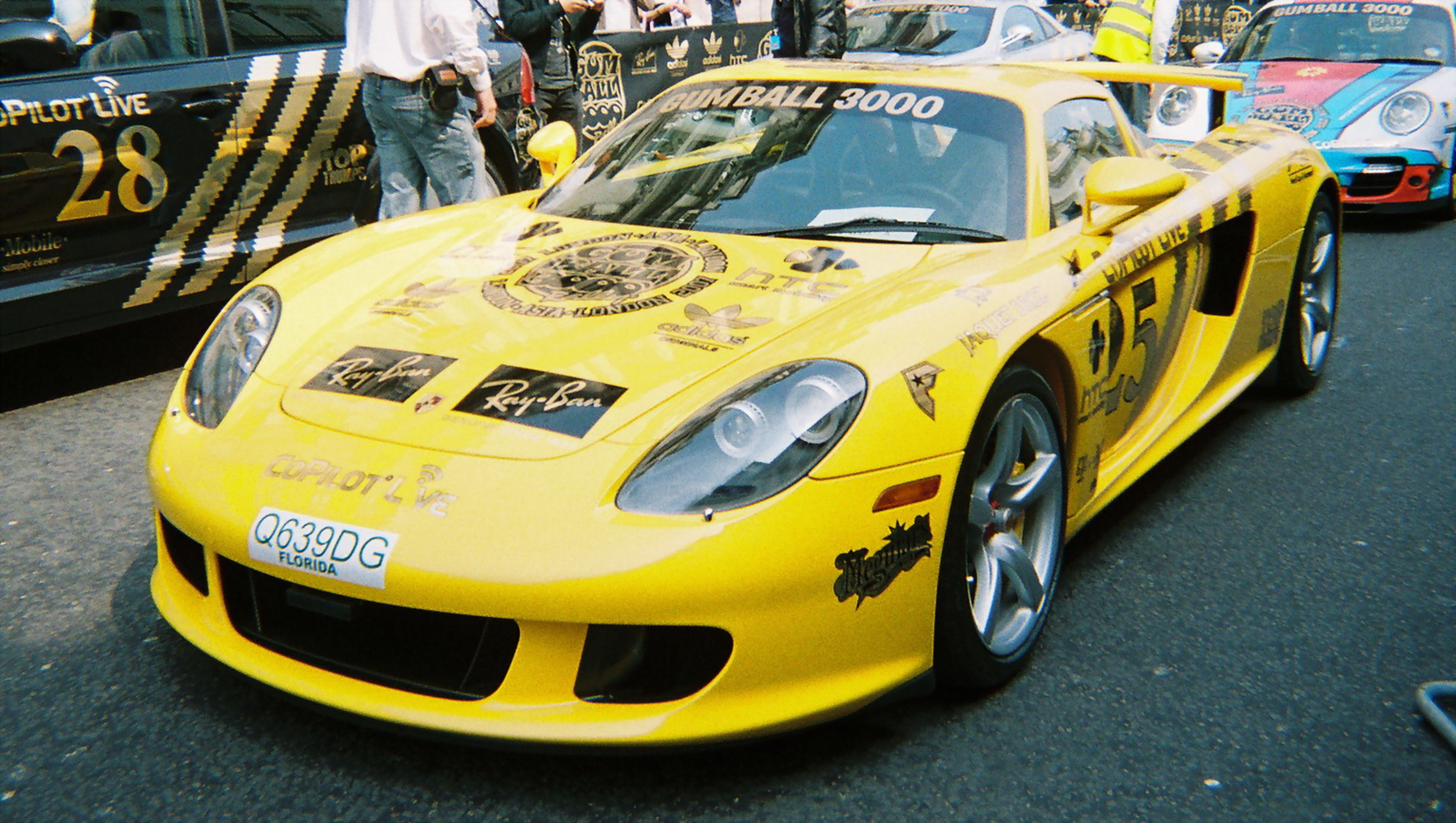
Porsche GT

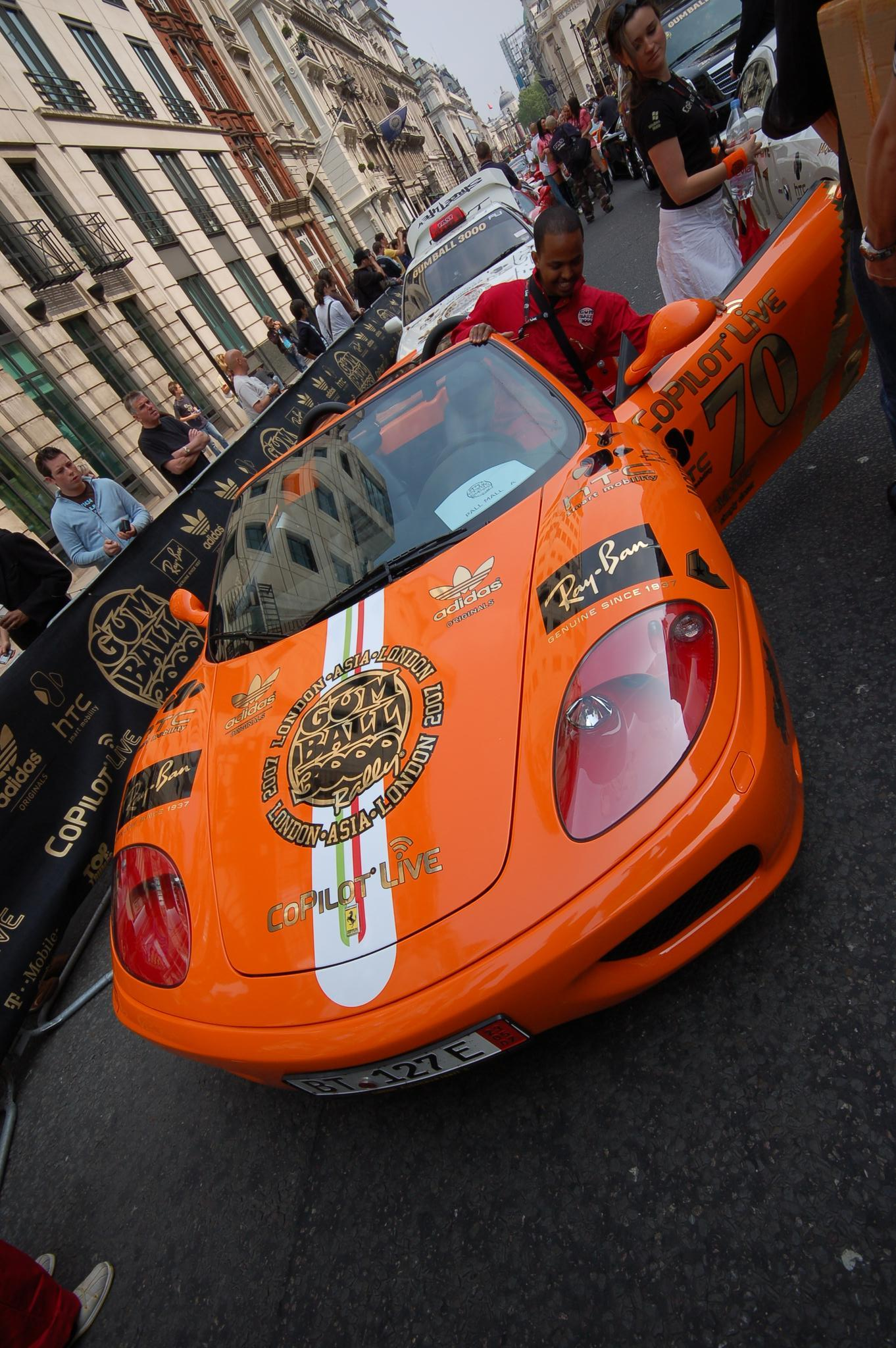
Un Ferrari a la cursa del 2007.

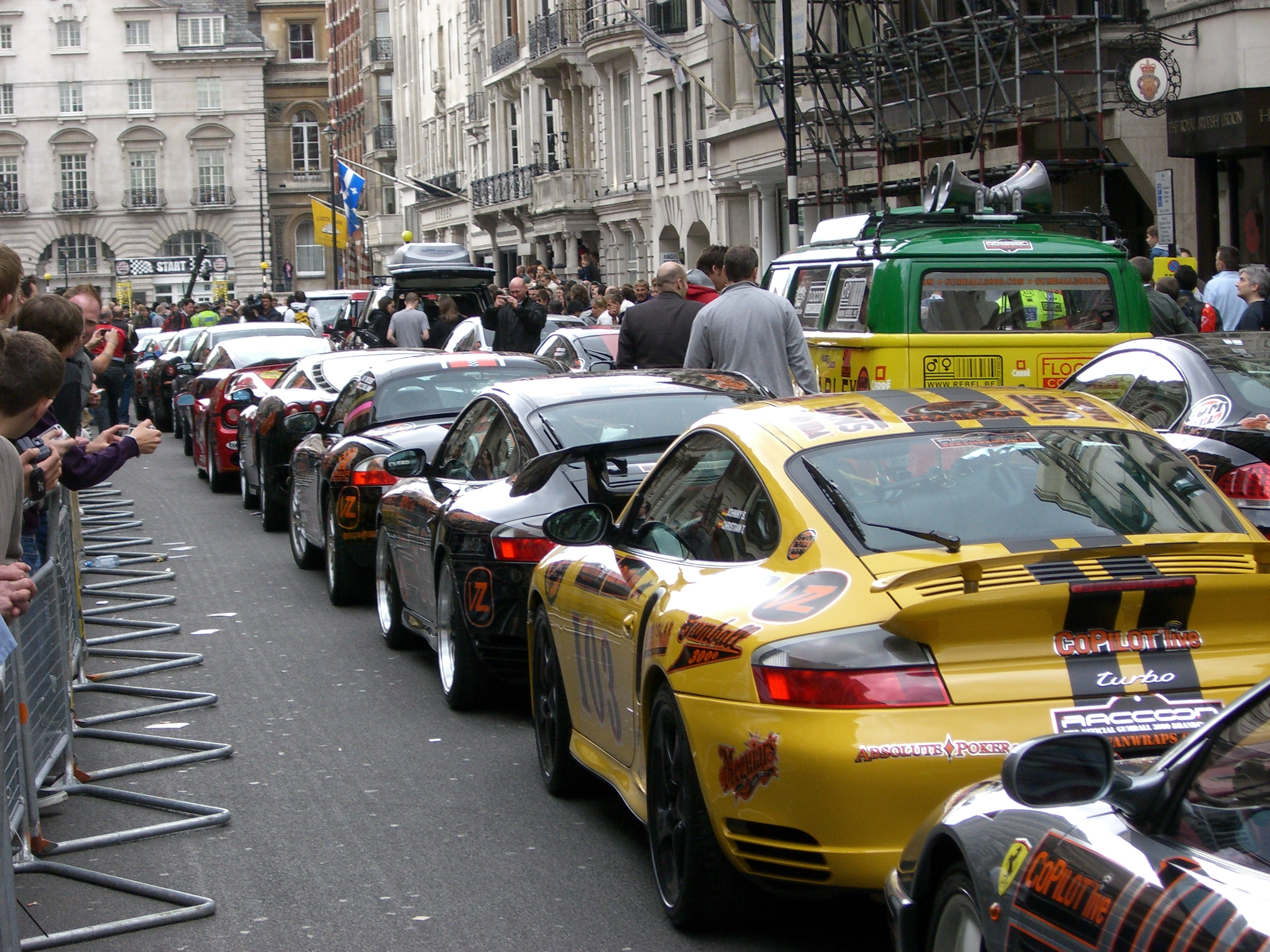
La sortida del 2007 a Londres.

El ral·li Gumball 3000 és una cursa automobilística il·legal anual amb una durada de 6 dies, 5000 km.
És coneguda pels tipus de vehicles que hi participen així com per les temeritats que sovint hi ocorren.

## Guanyadors de la Gumball
A 31 de desembre de 2014
| Any  | Guanyadors | Automòbil                                                 |
| ---- | --- | --------------------------------------------------------- |
| 1999 | Luke Craft & Dylan Murray                                                                                      | 1999 Light Car Company Rocket                             |
| 2000 | Tom & Barbara Brudenell Bruce                                                                                  | 2000 Ferrari 550                                          |
| 2001 | Team Bridger (cit. The Italian Job) Daniel Macmillan, Viscount Macmillan of Ovenden & Liam Thornton            | Bullet & Bomb Proof Ambassadors Mercedes-Benz             |
| 2002 | Mark Croker & Rory Sweet                                                                                       | Ferrari F50                                               |
| 2003 | Alex Roy & David Maher (Team Polizei)                                                                          | 2000 BMW M5                                               |
| 2004 | Gary Lutke & John Docherty                                                                                     | Citroën 2CV                                               |
| 2005 | Sue Bellarby & Katie Huddart                                                                                   | Caterham 7                                                |
| 2006 | Damian Williams, Richard Blackburn & Ezra Chapman                                                              | Rolls Royce Phantom                                       |
| 2007 | Kemal Sadikoglu & Alikonur Yarsuvat                                                                            | Turkish Taxi                                              |
| 2008 | Yo Esbensen & Jasper Watts (US Stage Spirit Award)                                                             | 2008 Scion xB X Rogue Status edition                      |
| 2008 | David Carrington & Philip Wright (Overall Spirit of the Gumball 10th Anniversary Winners) Presented in Beijing | 1963 VW Samba T1 21-window split screen campervan         |
| 2009 | Danny Kass & The Dingo - presented in Miami                                                                    | 2006 Chevrolet Fun Mover RV                               |
| 2010 | Fahad Alturki, Rami Alturki, Ziad Alturki & Richard Bramall (Team Pavo)                                        | 2009 Mercedes-Benz ML63 AMG & 2009 Ferrari 612 Scaglietti |
| 2011 | The Dudesons: Hannu-Pekka Parviainen, Jukka Hilden, Jarno Leppälä, Jarno Laasala                               | Cadillac Escalade anomenat Dudesons Ambulance+            |
| 2012 | Charles & Kira Morgan                                                                                          | 2012 Morgan Threewheeler                                  |
| 2014 | Deadmau5 & Tory Belleci                                                                                        | Ferrari 458 anomenat Purrari                              |

## Equips participants deCatalunya
- Pere i Judit Musoll. Edició 2005 i 2007